# Davi José Silva do Nascimento
Davi José Silva do Nascimento (10 de marzo de 1984) es un futbolista brasileño que se desempeña como delantero.
Jugó para clubes como el Vitória, CSA, Consadole Sapporo, Nagoya Grampus, Umm-Salal, Ventforet Kofu, Kashima Antlers, Matsumoto Yamaga FC y Giravanz Kitakyushu.

## Trayectoria

### Clubes
| Club                 | País   | Año         |
| -------------------- | ------ | ----------- |
| Ipitanga da Bahia    | Brasil | 2003 - 2004 |
| Vitória              | Brasil | 2005 - 2007 |
| CSA                  | Brasil | 2006        |
| Consadole Sapporo    | Japón  | 2007 - 2008 |
| Nagoya Grampus       | Japón  | 2009        |
| Umm-Salal            | Catar  | 2009 - 2012 |
| Beijing Sinobo Guoan | China  | 2011        |
| Ventforet Kofu       | Japón  | 2011 - 2012 |
| Kashima Antlers      | Japón  | 2013 - 2015 |
| Ventforet Kofu       | Japón  | 2016        |
| Matsumoto Yamaga FC  | Japón  | 2017        |
| Giravanz Kitakyushu  | Japón  | 2018 -      |